# Asimina triloba
Asimina triloba или пау-пау (енгл. pawpaw) је култивисана биљка, припадница врсте Asimina у биљној породици Annonaceae. Пау-пау је аутохтон источном, јужном и средозападном делу Сједињених Америчких Држава (Сједињене Америчке Државе) и то у близини јужног дела Онтарија (Онтарио) у Канади (Канада), Флориде (Флорида) и источног Тексаса (Тексас). У Србији се гаји под именима „пау-пау” или „индијанска банана”. Не треба га мешати са папајом.
Пау-пау је највећа јестива биљка карактеристична Сједињеним Америчким Државама (изузимајући тиквице које су обично сматране поврћем).

## Имена
Ботаничко име ове биљке је Asimina triloba. Род Asimina је прилагођен из имена assimin или rassimin пореклом од Америчких староседеоца. Епитет triloba ботаничком имену ове биљке се односи на цветовe три латице које подсећају на тророги шешир какви су се носили у 18. веку.
Постоје тврдње да име пау-пау вероватно потиче од шпанског "папаја" (лат. carica papaiа) која се понекад назива и „папав“, вероватно због извесне сличности њихових плодова и чињенице да обе врсте имају врло велике листове, али се ради о две потпуно различите врсте.

## Опис
Asimina trilobа је велики жбун или мало дрво које расте до висине од десетак, ређе петнаестак метара са стабалом пречника двадесет до тридесет сантиметара. Велики листови пау-пауа су груписани симетрично на крајевима грана, што даје препознатљив изглед преклапања лишћа.
Цвет пау пауа је савршеног облика пречника 2,5 до 5 сантиметара, бујне црвенкасто-љубичасте или бордо боје, са шест латица. Цветови су појединачни на јаким, длакавим, аксиларним петељкама. Цвета у рано пролеће, а у исто време или нешто раније се појављују нови листови, уз слаб непријатан мирис квасца.